# Antoñete
Antonio Chenel Albaladejo, conocido profesional y popularmente como Antoñete (Madrid, 24 de junio de 1932 - Majadahonda, Madrid, 22 de octubre de 2011), fue un matador de toros español.
Nacido muy cerca de Las Ventas, pasó los años de la guerra civil española en Castellón y, una vez finalizada la contienda, en 1940, regresó a Madrid. Cuñado del mayoral de la Plaza de Las Ventas de Madrid, Paco Parejo, amigo y consejero, pudo presenciar desde temprana edad corridas de toros con los grandes diestros de los años cuarenta, a quienes consideraba sus héroes, sobre todo a Manolete. Durante su infancia y adolescencia, pasaba su tiempo en el patio de caballos, las cuadras y los corrales de Las Ventas, ayudando a entrenarse (haciendo de toro) a diestros como Agustín Parra "Parrita", Paquito Muñoz y Manolo Navarro.
Se vistió de luces en 1946 y se forjó en capeas por los pueblos. Novillero entre 1949 y 1952, tomó la alternativa el 8 de marzo de 1953 en la propia Castellón, apadrinado por Julio Aparicio, y la confirmó en Madrid, el 13 de mayo del mismo año, de la mano de Rafael Ortega, donde demostró un estilo ortodoxo y clásico aunque de temple, arrojo y mucho valor, razón por la cual sufrió varias heridas de gravedad al principio de su carrera. 
Su larguísima carrera de torero se prolongó a lo largo de más de cuarenta años, con muchos altibajos, retiradas y reapariciones. Es uno de los toreros más grandes de historia. Su faena a Cantinero de Garzón en 1985 será recordada por todos los aficionados

## Primer periodo (1953-1975)
El primer periodo, lleno de altibajos a causa de sus lesiones de huesos, abarca desde 1959 hasta su primera retirada en 1975. El punto culminante de esta etapa fue la faena que realizó en 1966 al toro blanco de Osborne, Atrevido, al que le dio sesenta muletazos y que, tras quedar el diestro prácticamente exhausto, consagró a Antoñete en Las Ventas. Su retirada en 1975, con los toros de Sánchez Fabrés, fue, según cuentan las crónicas, triste y sin triunfo.

## Reaparición. Lustro triunfal (1981-1985)
Muy ligado a América, y especialmente a Venezuela, regresó a los ruedos en 1977 precisamente en este último país, en el que realizó una presentación en Margarita y posteriormente en Caracas en 1978. 
Reapareció en España el 22 de mayo de 1981 en Madrid, vestido de grana y oro, y sin que el público madrileño le recordase apenas, después de varios años de ausencia. Ese año toreó un total de 32 festejos. Con 49 años, se inició entonces una segunda época en su carrera, que abarcó un lustro, y que le convirtió definitivamente en figura del toreo. Este periodo triunfal (1981-1985) tuvo como hito indiscutido la faena que le realizó al toro Cantinero, de Garzón, el 7 de junio de 1985 en Las Ventas. Algunos historiadores la consideran incluso superior, en cuanto a perfección y pureza, que la realizada al toro ensabanado de Osborne 19 años antes. Estos años son los que consagraron a Antoñete como máxima figura del toreo, que logró triunfar con una salud resentida, sin cintura y a una edad insólita (pasados los 50 años), gracias a una depuradísima técnica y a un profundo conocimiento de los toros:

Antoñete, además de torero de gran clase, ha sido un extraordinario técnico. Diría más, un virtuoso de la técnica torera. Sólo así, con un perfectísimo conocimiento de la técnica y de los toros, ha sido capaz de triunfar a una edad inverosímil, delante del cuajadísimo toro que se lidia en Madrid. Y valor, porque hace falta mucho valor para, a esa edad, dejarse venir desde veinte metros un toro de Madrid. Antoñete ha manejado con especial lucidez todo lo que se refiere a los terrenos donde ejecutar la faena. Con el mínimo esfuerzo posible ha sabido sacar las más largas embestidas de los toros.
Domingo Delgado de la Cámara, Revisión del toreo, Madrid, Alianza Editorial, 2002

## Declive (1987-2000)
En 1985 anunció de nuevo su retirada, aunque vuelve a vestirse de luces en 1987 manteniéndose activo hasta 1997, cuando nuevamente anunció su retiro definitivo, con diversas idas y venidas, que no hicieron sino prolongar su declive, muy lejos del nivel de su quinquenio glorioso en los primeros años ochenta. 
Desde 1998 participó esporádicamente en festejos y corridas de toros en plazas de España y América, en los que obtuvo reconocimientos y galardones a pesar de que su salud estaba resentida por los efectos de su tabaquismo. En 2000 participó en una corrida en la plaza Monumental de Valencia (Venezuela) a beneficio de los damnificados de la tragedia del estado Vargas de 1999.
En el año 2001 le fue concedida la Medalla de Oro al Mérito en las Bellas Artes.

## Sus años finales (2001-2011)
En julio de 2001, después de sufrir una crisis cardiorrespiratoria durante una corrida de toros realizada en Burgos, decide poner fin a su carrera como torero, si bien se mantuvo ligado al mundo de los toros de formas diversas, incluido como comentarista de corridas, especialmente en Cadena Ser y Canal Plus, hasta su fallecimiento en 2011, en el Hospital Puerta de Hierro (Majadahonda, Madrid), debido a una bronconeumonía que complicó el enfisema que hacía años padecía. Muchos compañeros de profesión lamentaron públicamente su pérdida.
La capilla ardiente fue instalada el lunes 24 de octubre a las 9 a. m. en la Sala Alcalá de la Plaza de Toros de Las Ventas, para que los aficionados pudieran rendirle un último tributo; el acto fue un incesante desfile de personalidades y público. A continuación, a las 4.25 de la tarde, sus restos mortales salieron por la puerta grande de la Plaza a hombros de familiares y amigos, y recibieron sepultura en el vecino Cementerio de La Almudena.
Poco antes del sepelio, Esperanza Aguirre, presidenta de la Comunidad de Madrid, depositó sobre el capote que cubría el féretro la Gran Cruz de la Orden del Dos de Mayo, concedida a título póstumo. El Ayuntamiento por su parte ha anunciado que en breve se dedicará al diestro desaparecido una calle en su ciudad natal.

## Estilo
Torero de gran clase, su estilo fue absolutamente clásico, deudor de la estética de Juan Belmonte (su ejecución de la media verónica era un homenaje al Pasmo de Triana, de quien Antoñete se declaró admirador) y de la técnica de Manolete (a quien vio torear cuando era un adolescente y por quien empezó a fumar al vérselo hacer al maestro en la puerta de cuadrillas). El historiador taurino Delgado de la Cámara sintetiza en una frase el estilo inconfundible de Antoñete: «Cruzado, pecho fuera, pierna para adelante, pero toreo ligado en el sitio de Manolete». También se declaró muy admirador de quien había sido su padrino de alternativa: ""El torero que más me ha impresionado ha sido Manolete, y el que más me ha gustado, Rafael Ortega, a quien consideró además el torero más completo y el que ha toreado con mayor pureza".

## Vida privada
De su primer matrimonio con Pilar López-Quesada, Antonio Chenel tuvo seis hijos, y uno más, nacido en 1999, fruto de su segundo enlace con la joven francesa, admiradora suya, Karina Bocos. También tuvo un affair con la actriz Charo López. Vivía desde 1986 en una finca en Navalagamella (Madrid).